# Ахымбеков, Серик Шаяхметович
Серик Шаяхметович Ахымбеков (каз. Серік Шаяхметұлы Ақымбеков, родился 28 ноября 1949 года) — казахский политический деятель, аким Талдыкорганской области в 1993—1996 годах и министр сельского хозяйства Казахстана в 1996—1998 годах.

## Биография
Происходит из племени жалайыр Старшего жуза.
- Окончил в 1971 году Казахский сельскохозяйственный институт (учёный-агроном) и Высшую партийную школу г. Алма-Ата[2].
- Начал работать агрономом в Талды-Курганском свеклосовхозе в 1973—1974 годах, с 1974 года первый секретарь Кировского района ЛКСМ Казахстана, в 1976 году назначен первым секретарём Талды-Курганского обкома ЛКСМ Каахстана.
- С 1981 года работал в КПСС сначала вторым секретарём Гвардейского райкома Компартии Казахской ССР, с 1984 года — председатель Гвардейского райисполкома Талды-Курганской области, с 1986 года — первый секретарь Кировского райкома Компартии Казахской ССР.
- С 1988 года был заместителем заведующего аграрным отделом ЦК Компартии Казахской ССР, в 1989 году назначен секретарём Талды-Курганского обкома, в 1991 году — первым заместителем председателя Талды-Курганского облисполкома. Фактический градоначальник Чимкента с 1989 по 1991 годы[уточнить].
- В феврале 1992 года возглавил Государственный комитет по земельным отношениям и землеустройству Республики Казахстан, с апреля 1993 по март 1996 годов был главой Талды-Курганской области (сначала как глава областной администрации, а затем как аким).
- В марте 1996 года назначен министром сельского хозяйства Республики Казахстан. По версии газеты «Время», занимает 5-е место в списке самых некомпетентных руководителей сельского хозяйства страны[3].
- С 1998 года — исполнительный директор Общенационального фонда по поддержке малообеспеченных граждан РК[4].
- Награжден орденом «Знак Почёта» и Почётной грамотой Верховного Совета Казахской ССР.